# Jung Eun-ji
Pour les articles homonymes, voir Jung.
Dans ce nom coréen, le nom de famille, Jung, précède le nom personnel Eun-ji.
Jung Eun-ji (hangul : 정은지), mieux connue sous le mononyme de Eunji (en coréen, le nom qui vient après est le prénom), née le 18 août 1993 à Haeundae (Pusan), est une chanteuse sud-coréenne, également autrice-compositrice, danseuse et actrice.
Elle est la chanteuse principale du girl group sud-coréen de K-pop Apink.

## Biographie
Jung Eun-ji est née le 18 août 1993 sous le nom de Jung Hye-rim à Haeundae, un arrondissement de Busan,. Elle a un frère cadet nommé Jung Min-ki.
Elle a fréquenté l'école maternelle Hapdo, l'école primaire Shinjae, l'école intermédiaire pour jeunes filles de Jaesong et l'école secondaire pour jeunes femmes de Hyehwa.

## Carrière
En 2004, Eunji remporte le premier prix du programme Exciting Day Enjoyable Day (신나는 날 즐거운 날) organisé par le groupe KBS. En novembre 2010, elle passe les auditions pour devenir chanteuse principale d'Apink. Elle n'avait pas suivi de formation professionnelle avant de rejoindre le groupe et n'a été formée que deux mois avant ses débuts.
Début mai 2025, Jung Eun-ji quitte IST Entertainment après 14 ans de collaboration et signe avec Billions Entertainment pour la gestion de ses projets musicaux et cinématographiques. Elle assure toutefois continuer en tant que membre d'Apink.

## Discographie

### Mini-albums (EP)
- 2016 : Dream
- 2017 : The Space (공간)
- 2018 : Hyehwa (혜화(暳花))
- 2020 : Simple
- 2022 : Log

## Filmographie

### Films
- 2019 : 0.0MHz de Yoo Sun-dong : Woo So-Hee

### Séries
- 2012 : Reply 1997 (응답하라 1997) : Seong Si-won
- 2013 : That Winter, the Wind Blows (그 겨울, 바람이 분다) : Mun Hee-seon
- 2013 : Reply 1994 (응답하라 1994) : Seong Si-won
- 2014 : Trot Lovers (트로트의 연인) : Choi Chun-hee
- 2015 : Sassy, Go, Go (발칙하게 고고) : Kang Yeon-du
- 2017—2018 : Untouchable (언터처블) : Seo Yi-ra
- 2021—2022 : Work Later, Drink Now (술꾼도시여자들) : Kang Ji-goo
- 2022 : Blind (블라인드) : Jo Eun-ki
- 2024 : Miss Night and Day (낮과 밤이 다른 그녀) : Lee Mi-jin

## Récompenses et distinctions
- 2017 : 9e MelOn Music Awards : Folk / Blues Award "The Spring"
- 2016
  - 8e MelOn Music Awards : Best Ballad Award "Hopefully Sky"
  - tvN10 Awards : Best Kiss Avec Seo In Guk "Reply 1997"
  - 11e Soompi Award 2016 : Best Couple Award Avec Lee Won Geun "Cheer Up!"
- 2014
  - 16e Seoul International Youth Film Festival : Best Young Actress "Trot Lovers"
  - MTV Best Of The Best : Best Collaboration Avec Huh Gak "Break Up To Make Up"
  - KBS Drama Awards : Popularity Award, Actress "Trot Lovers"
- 2013 :
  - 2e Gaon Chart K-Pop Awards : Song Of The Year "All For You - Reply 1997 OST"
  - 49e Baeksang Arts Awards : Best New TV Actress "Reply 1997"
  - 2e APAN Star Awards : Best Performance "That Winter, The Wind Blows"
  - SBS Drama Awards : Best New Actress "That Winter, The Wind Blows"
- 2012 :
  - 5e Korea Drama Awards : Best Couple Avec Seo In Guk "Reply 1997"
  - 5e Style Icon Awards : Top 10 Styles Icon "Reply 1997"
  - 14e MNET Asian Music Awards : Best OST "All For You - Reply 1997 OST"
  - 1er K-Drama Awards : Best Couple & Best OST & Rising Star Award "Reply 1997"
  - 4e MelOn Music Awards : Best OST "All For You - Reply 1997 OST"